# Geison

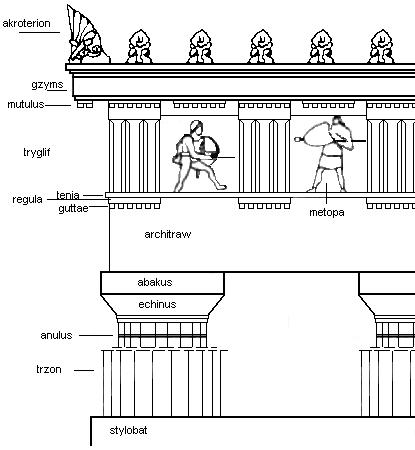
Porządek dorycki

Geison – rodzaj gzymsu, który w architekturze starożytnej Grecji i Rzymu wieńczył belkowanie. Składał się z płyty i simy pełniącej rolę rynny. W porządku doryckim tworzyła go profilowana listwa zdobiona od spodu mutulusem z łezkami (guttae). W porządku jońskim struktura gzymsu była bardziej skomplikowana. Jego górną część stanowiła profilowana listwa zazwyczaj zakończona ząbkowaniem, dół natomiast zdobiono kimationem.